# Пойна врана
Пойна врана (Cracticus tibicen), наричана също австралийска сврака, е вид птица от семейство Cracticidae. Видът е незастрашен от изчезване.

## Разпространение
Разпространен е в Австралия, Индонезия и Папуа-Нова Гвинея.